# Erik Dahmén

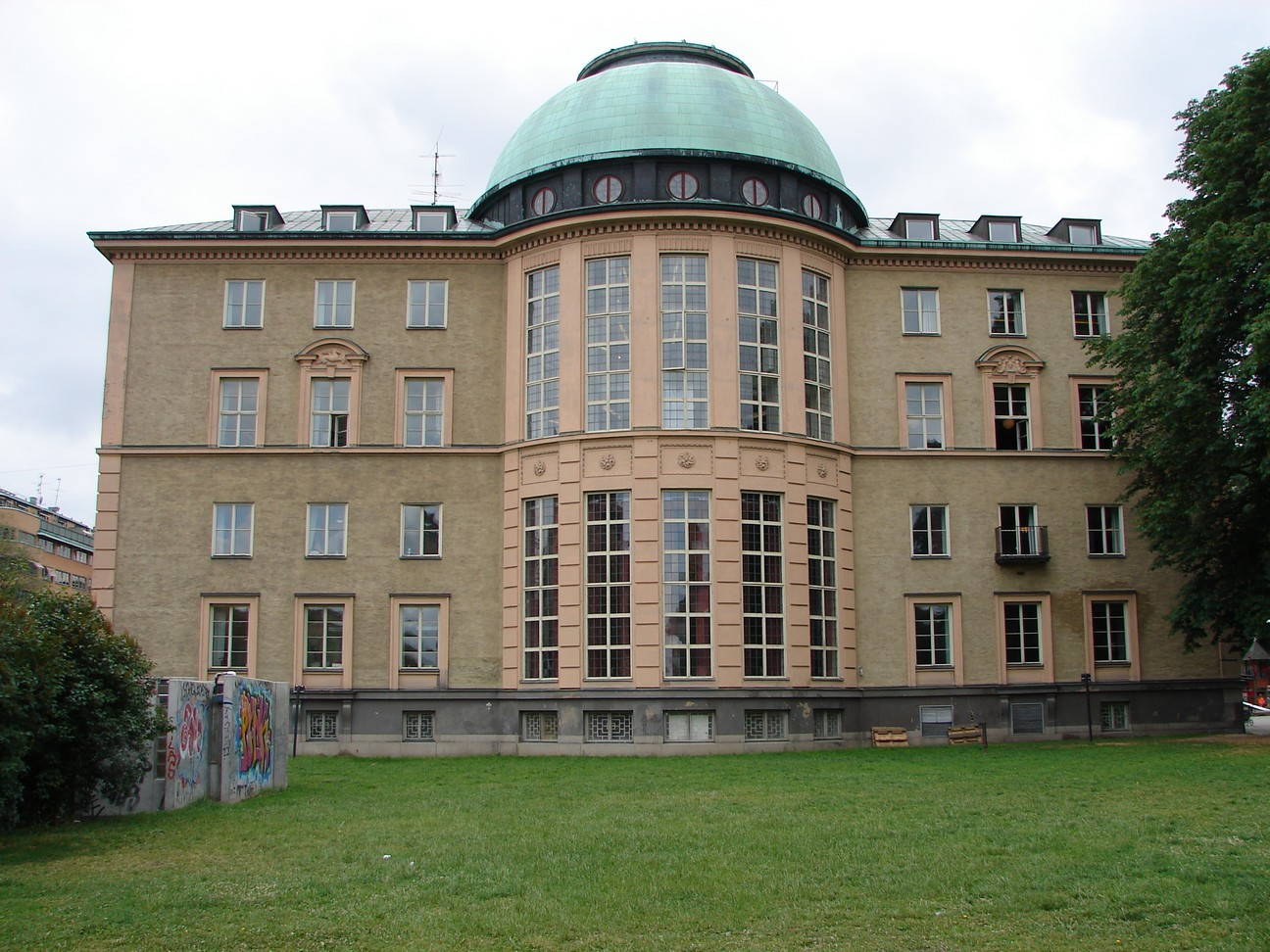
Erik Dahmén arbetade under sin tid som docent, och senare även professor vid Handelshögskolan i Stockholm, i den här byggnaden på Sveavägen 65.

Erik Dahmén, född 14 september 1916 i Halmstad, död 16 augusti 2005 i Nacka, var en svensk ekonom och professor i nationalekonomi vid Handelshögskolan i Stockholm. 

## Utbildning
Erik Dahmén var son till lektor Elof Dahmén och lärarinnan Selma Elvira Dahmén, född Manthe. Dahmén avlade filosofie licentiatexamen vid Lunds universitet 1942. Han började efter detta att arbeta som ekonom vid Industriens utredningsinstitut (IUI). Han disputerade 1950 med doktorsavhandlingen Svensk industriell företagarverksamhet, en kausalanalys av den industriella utvecklingen 1919-1939 vid Lunds universitet.  

## Karriär
1951 flyttade Dahmén till Stockholm och blev docent vid Handelshögskolan i Stockholm och samtidigt med detta ekonom vid Stockholms Enskilda Bank. Efter några års arbete vid Handelshögskolan, utnämndes han 1958 till professor vid högskolan i nationalekonomi med inriktning mot ekonomisk och social historia. Han kom att inneha denna tjänst till 1985. Parallellt med detta, tjänstgjorde han samtidigt vid Stockholms högskola (föregångare till Stockholms universitet), vars huvudbyggnad låg vid Kungstensgatan 45, inte långt från Handelshögskolans huvudbyggnad.  

## Utmärkelser
- Ledamot i Kungliga Ingenjörsvetenskapsakademien, invald 1967
- Ledamot i Kungliga Vetenskapsakademien, invald 1974
- Ledamot i Vitterhetsakademien, invald 1976
- Kungliga Ingenjörsvetenskapsakademiens Stora guldmedalj 1996 "för det stora inflytande han utövat på nationalekonomins grund som forskare, som praktiker i näringslivet och som informatör när det gäller insikter om den ekonomiska omvandlingen i samhället, särskilt i företagandets, industrins och teknikens perspektiv"[1].

## Böcker av Erik Dahmén
1963 publicerades hans verk Ekonomisk utveckling och ekonomisk politik i Finland. Dahmén låg före sin samtid i sina insikter om den industriella utvecklingens påverkan på miljön; 1968 gavs hans bok Sätt pris på miljön ut.